# Kreuzrippengewölbe

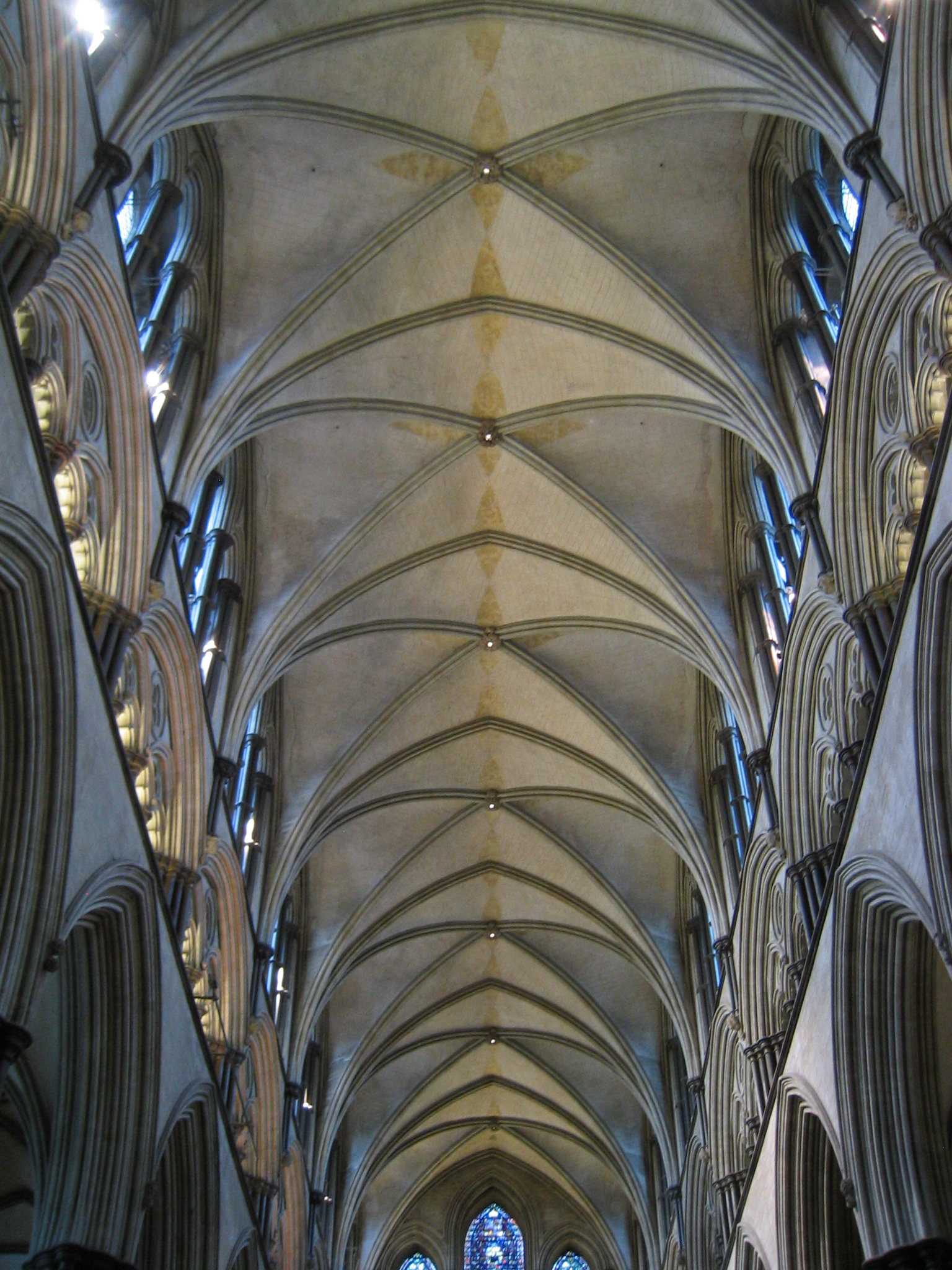
Vierteiliges Kreuzrippengewölbe im Langhaus der Kathedrale von Salisbury

Ein Kreuzrippengewölbe ist ein Gewölbe, das durch selbsttragende Rippen (Kreuzrippen, historisch auch Ogiven) gebildet und gehalten wird. Die Rippen kreuzen sich dabei wie die Diagonalen in einem Rechteck; sie leiten die Druck- und Schubkräfte des Gewölbes auf die Pfeiler ab. Jede Kreuzrippe setzt sich aus mehreren profilierten Werksteinen zusammen. An der Stelle, an der sich die Rippen kreuzen, befindet sich ein Schlussstein.
Das Kreuzrippengewölbe ist ein typisches Element der gotischen Architektur. Es ermöglichte hohe Kirchenräume. Die Wände wurden im Vergleich zum Tonnengewölbe entlastet und konnten mit größeren Fensterflächen versehen werden.
Als eines der ersten Kreuzrippengewölbe gilt das – noch spätromanische – Querhausgewölbe des Speyerer Doms (nach 1081).
Viele Aspekte, die in diesem Artikel angesprochen werden, beschränken sich nicht auf das Kreuzrippengewölbe, sondern beschreiben generell das Prinzip Rippengewölbe.

## Entstehung in der Spätromanik

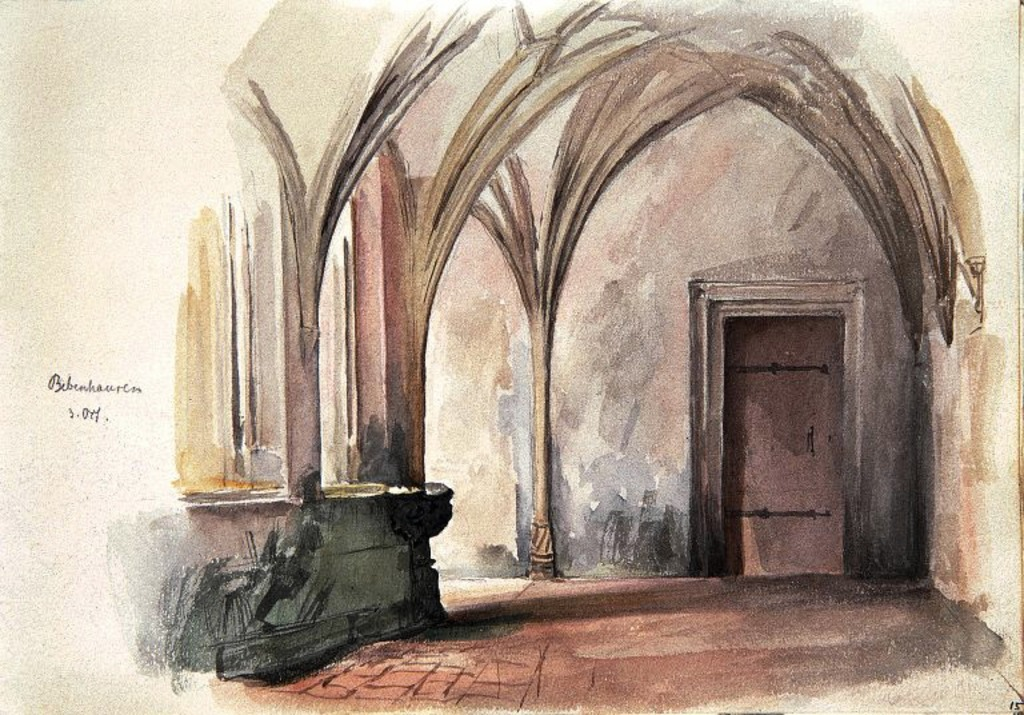
Kreuzrippengewölbe im Kreuzgang vom Kloster Bebenhausen, Aquarell von Eduard von Kallee, 1854

Kreuzrippengewölbe sind der Form nach den zuvor entwickelten Kreuzgratgewölben ähnlich, in der Konstruktion unterscheiden sie sich jedoch grundlegend, da die Rippen nun tragende Funktion übernahmen. In der Romanik entstanden die ersten Kreuzrippengewölbe, indem auf den Grat eine flache Bandrippe aufgesetzt wurde (daher auch als Bandrippengewölbe bezeichnet), die zunächst eine dekorative und konstruktiv gesehen anfänglich noch keine tragende Funktion hatte. Als erste romanische Kreuzrippengewölbe gelten die Querhausgewölbe des Speyerer Doms (nach 1081). Ungefähr gleichzeitig entstand ab 1093 mit den Kreuzrippengewölben der Kathedrale von Durham der erste einheitlich in allen Teilen mit Kreuzrippen eingewölbte Bau. In dieser Entwicklungsphase prägten einfache Querschnitte die Rippenformen (quadratisch, mandelförmig, birnenförmig etc.), aus denen sich dann das Gewölbe mit tragenden Kreuzrippen entwickelte.
Bestimmte Rippenquerschnittsformen standen in Zusammenhang mit einzelnen Mönchsorden bzw. einzelnen Klöstern. Beispielsweise bevorzugten die mit Bauaufgaben betrauten Konversen (Laienbrüder) des Mutterklosters der Zisterzienser Clairvaux Rippenformen von quadratischem Querschnitt (die sogenannte Kastenrippe). Diese sind auch in allen Tochterklöstern von Clairvaux nachweisbar. Über die zisterziensischen Konversen Clairvaux’ gelangte diese Rippenform auch in die weltliche Architektur, so in die Burgen und Kastelle Friedrichs II. in Süditalien (Castel del Monte etc.).

## Konstruktion
Ein Kreuzrippengewölbe besteht aus den vier Rippenbögen, den entsprechenden vier Widerlagerpunkten in den Ecken und dem mittigen Schlussstein. Obwohl die Kappen zwischen den Rippen nur als Füllwerk konstruiert wurden, ergaben statische Untersuchungen, dass die hauptsächliche Last über die Zwischenräume abgetragen wird.
Rippen und Kappen sind im Regelfall nicht kraftschlüssig miteinander verbunden und weisen eine eigene Tragwirkung auf. Die standfesten Kreuzrippenbögen sind an der Lastabtragung der Kappen kaum beteiligt.
Bei der sogenannten Skelettbauweise werden zuerst die Gewölberippen auf Lehrbögen gebaut. Mit dem Einsetzen des Schlusssteins werden sie kraftschlüssig. Danach werden die Kappen aus Mauersteinen oder Natursteinen gemauert. Auf eine Schalung kann teilweise vollständig verzichtet werden.
Wenn in der Längsachse des Baus mehrere Gewölbe – genauer Gewölbejoche – aufeinander folgen, bezeichnet man die an die Längswand anstoßenden Bögen als Schildbögen, die Bögen zwischen den einzelnen Gewölben dagegen als Gurtbögen oder Gurte. Liegen die Gewölbe von Mittel- und Seitenschiffen auf gleicher Höhe (Hallenkirche), werden die Gewölbebögen, die die Längsschiffe längs voneinander trennen, als Scheidebögen bezeichnet.

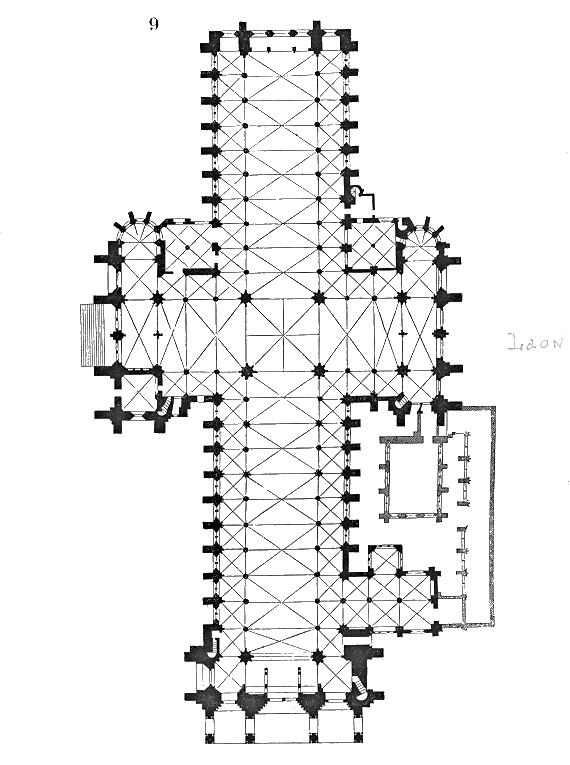
Das Kreuzrippengewölbe ermöglichte freiere und komplexere Grundrisse, gebundenes System mit sechsteiligem Gewölbe im Mittelschiff der Kathedrale von Laon.

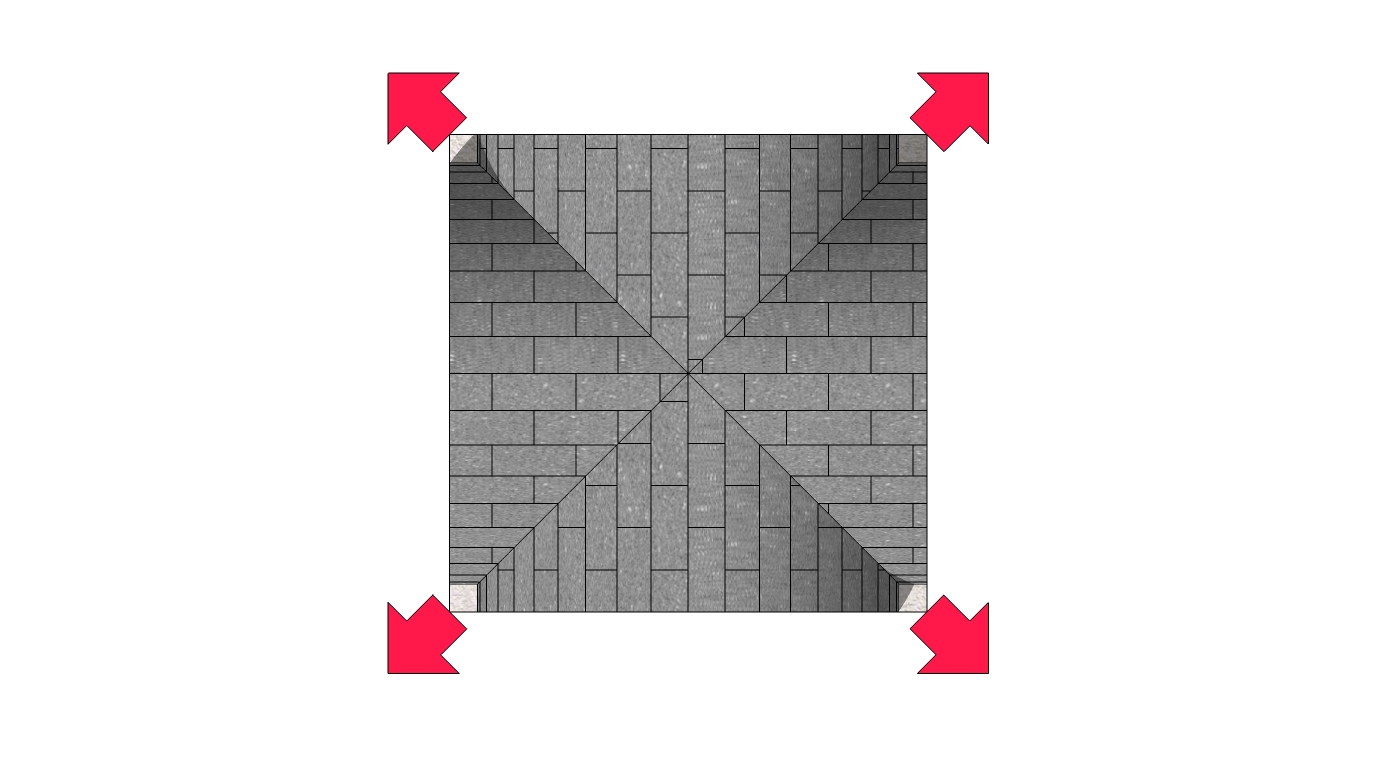
Schubkräfte in einem Kreuzgewölbe

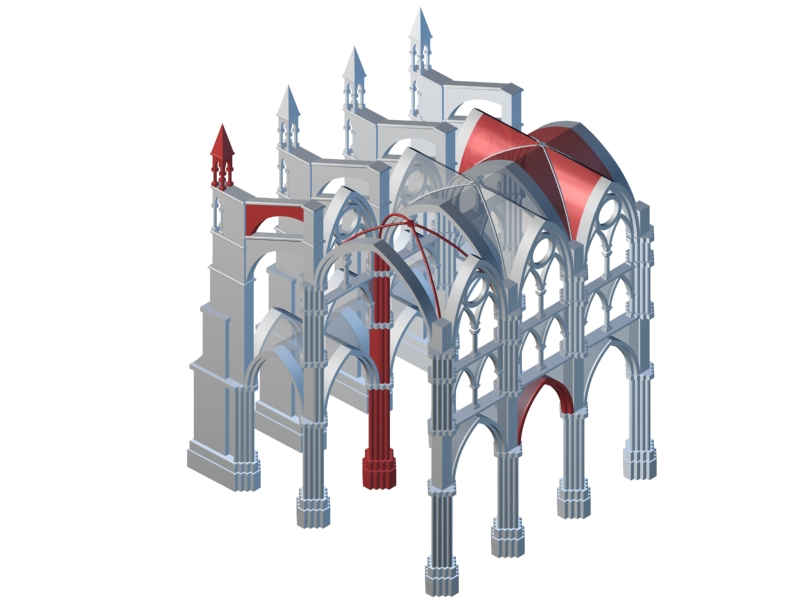
Kreuzrippengewölbe im architektonischen Zusammenhang gotischer Bauweise

## Architektonische Konsequenzen
Durch die Konstruktion der Kreuz(rippen)gewölbe mit Spitzbögen konnte der Kirchenraum überhöht werden. Es wurde möglich, im Vergleich zum Tonnengewölbe wesentlich höhere Räume herzustellen. Baumeister mussten nicht mehr ein Gewölbe auf dicken Mauern und Seitenschiffen aufrichten, um die statischen Kräfte abzufangen. Die Mauerwände konnten lichtdurchflutet gestaltet werden. Die statischen Kräfte konnten mit größeren Raumhöhen auf die Mauern oder Pfeiler abgeleitet werden.
Bei Verwendung von Spitzbögen war eine weitgehende Grundrissfreiheit gegeben, da nun unterschiedliche Spannweiten der Schildbögen und Diagonalbögen nicht wie bei Rundbögen zwangsweise zu unterschiedlichen Höhen der Bögen führten.
Da man nur noch für den Bau der Rippen ein Lehrgerüst brauchte und die Gewölbekappen zwischen den Rippen frei aufgemauert werden konnten und so fast ohne Schalung auskamen, war ein geringerer Schalungsaufwand notwendig. Die Gestaltung von Raumwölbungen wurde auf diesem Weg freier und weniger aufwendig als in der Romanik.
Mit der Konstruktion der Kreuzrippen war es ferner möglich die Biegebeanspruchung, besonders im Scheitel, zu überwinden. Die Gewölbekappen, die in der Romanik nur radial gewölbt und an den quadratischen Grundriss gebunden waren, konnten nunmehr mit unterschiedlicher Stützweite gebaut werden, während die romanischen Rundbögen bei gleicher Scheitelhöhe die gleiche Stützweite haben mussten.

## Typen
Die Grundform mit zwei sich kreuzenden Rippen wird als vierteiliges Gewölbe bezeichnet. Ist dieses Gewölbe in der Querrichtung durch eine vom Schlussstein zu den Außenwänden gehende Rippe in sechs Kappen unterteilt, spricht man von einem sechsteiligen Gewölbe, das typisch für frühgotische Kirchenbauten ist. Bei Verwendung der sechsteiligen Gewölbe entsteht das sog. gebundene System, bei dem einem Mittelschiffsgewölbe auf jeder Seite zwei Seitenschiffsgewölbe zugeordnet sind. Liegt auch in Längsrichtung eine Scheitelrippe, entsteht ein achtteiliges Gewölbe.
Kreuzrippengewölbe können durch weitere Rippen unterstützt werden, sodass Rippenfächer, Rippensterne, Rippennetze oder andere Muster entstehen können. Dann werden die Gewölbe auch entsprechend bezeichnet (Fächergewölbe, Sterngewölbe, Netzgewölbe, Schlingrippengewölbe u. a.).

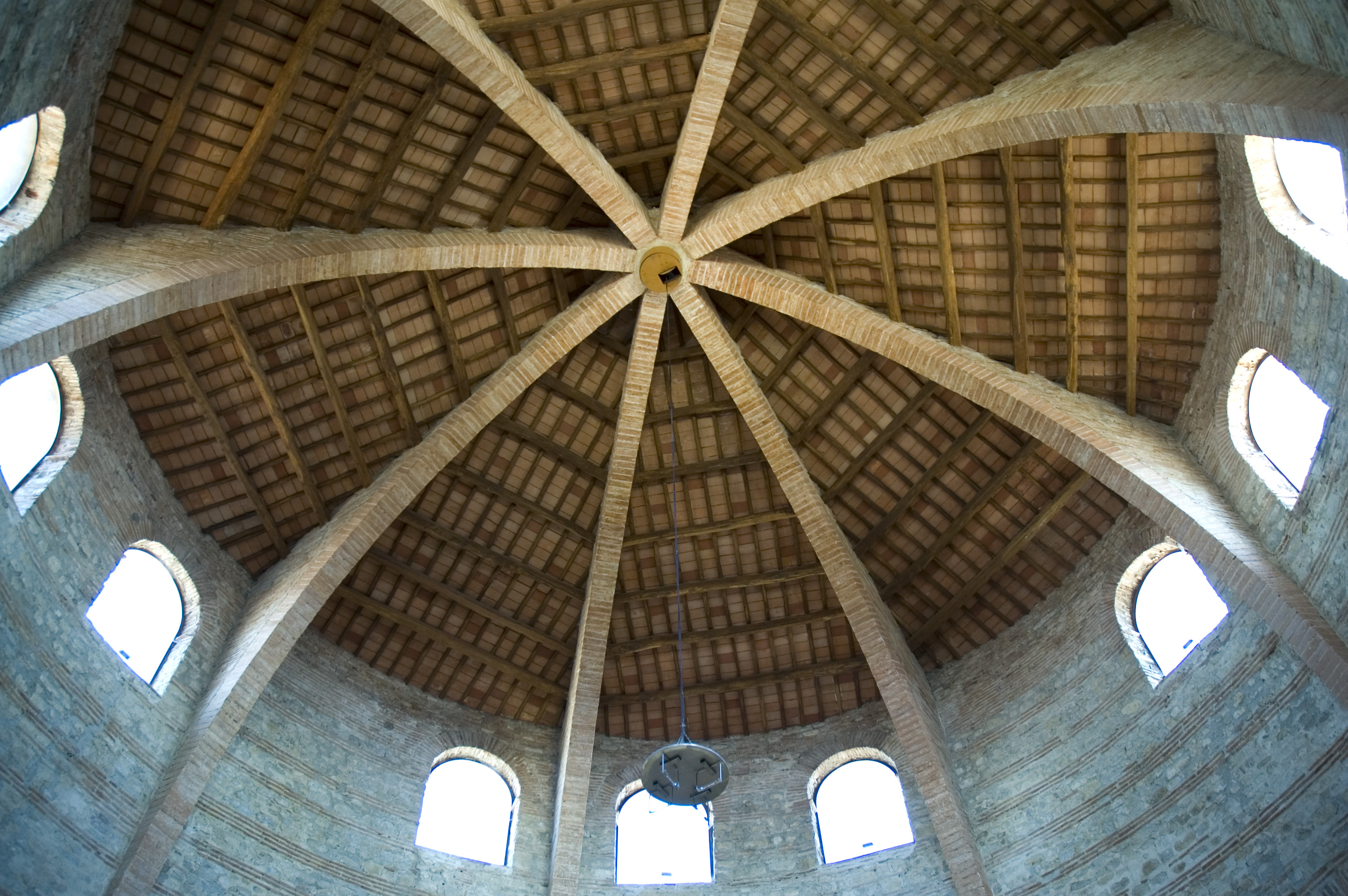
Frühe Rippenkonstruktion in San Michele Arcangelo (Perugia)
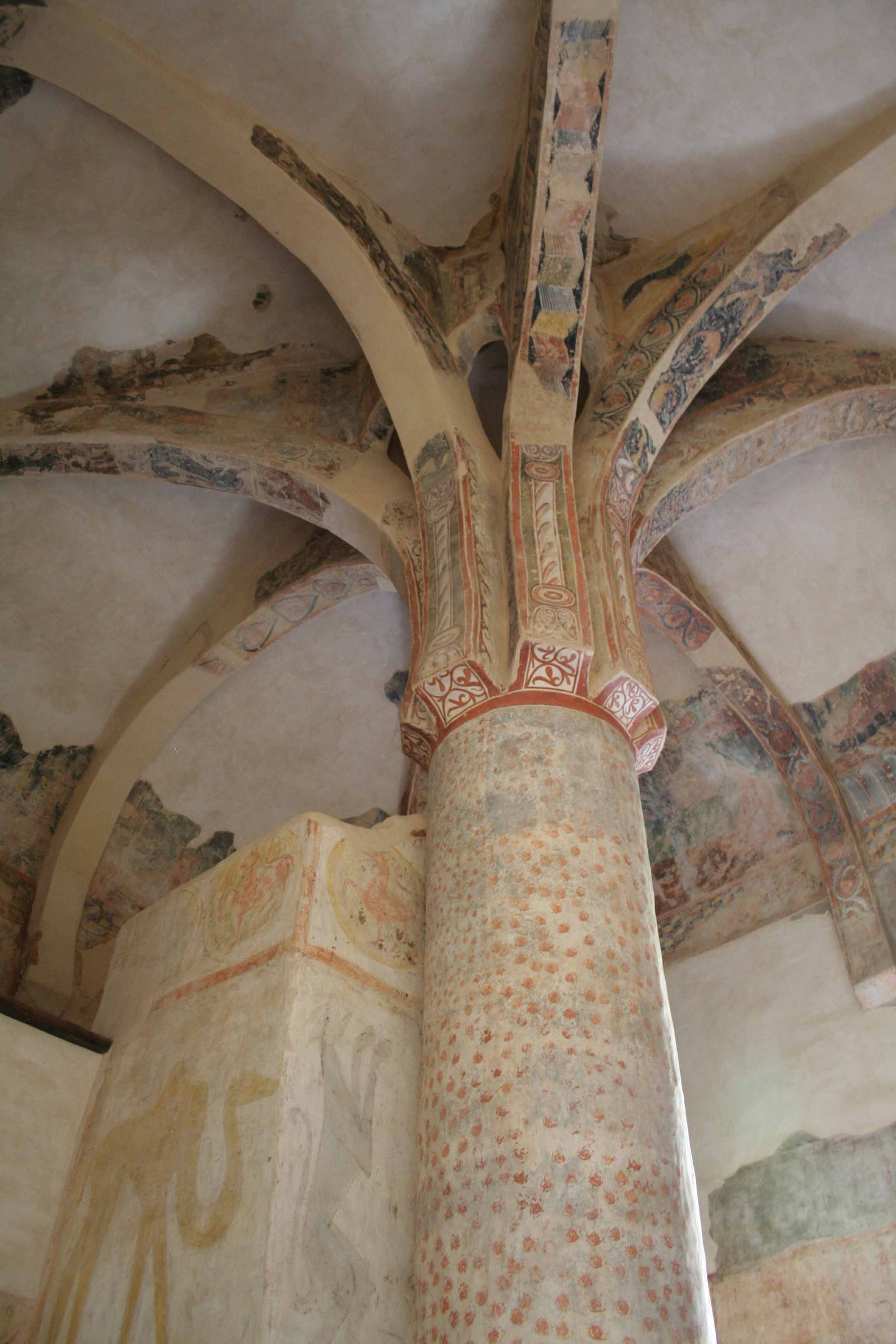
Frühe Rippenkonstruktion in San Baudelio de Berlanga
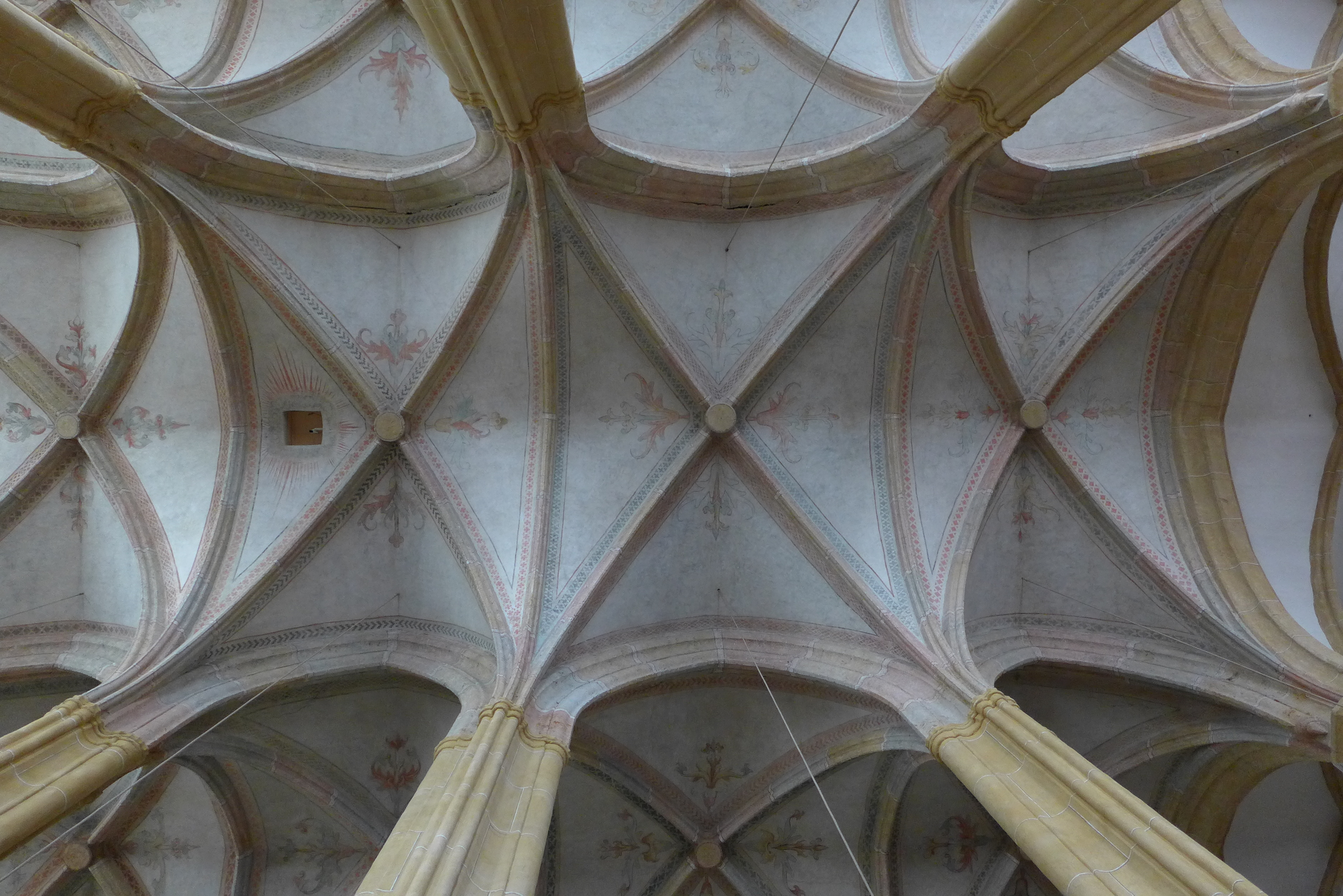
Vierteiliges Kreuzrippengewölbe in der Stiftskirche St. Lambrecht, Steiermark
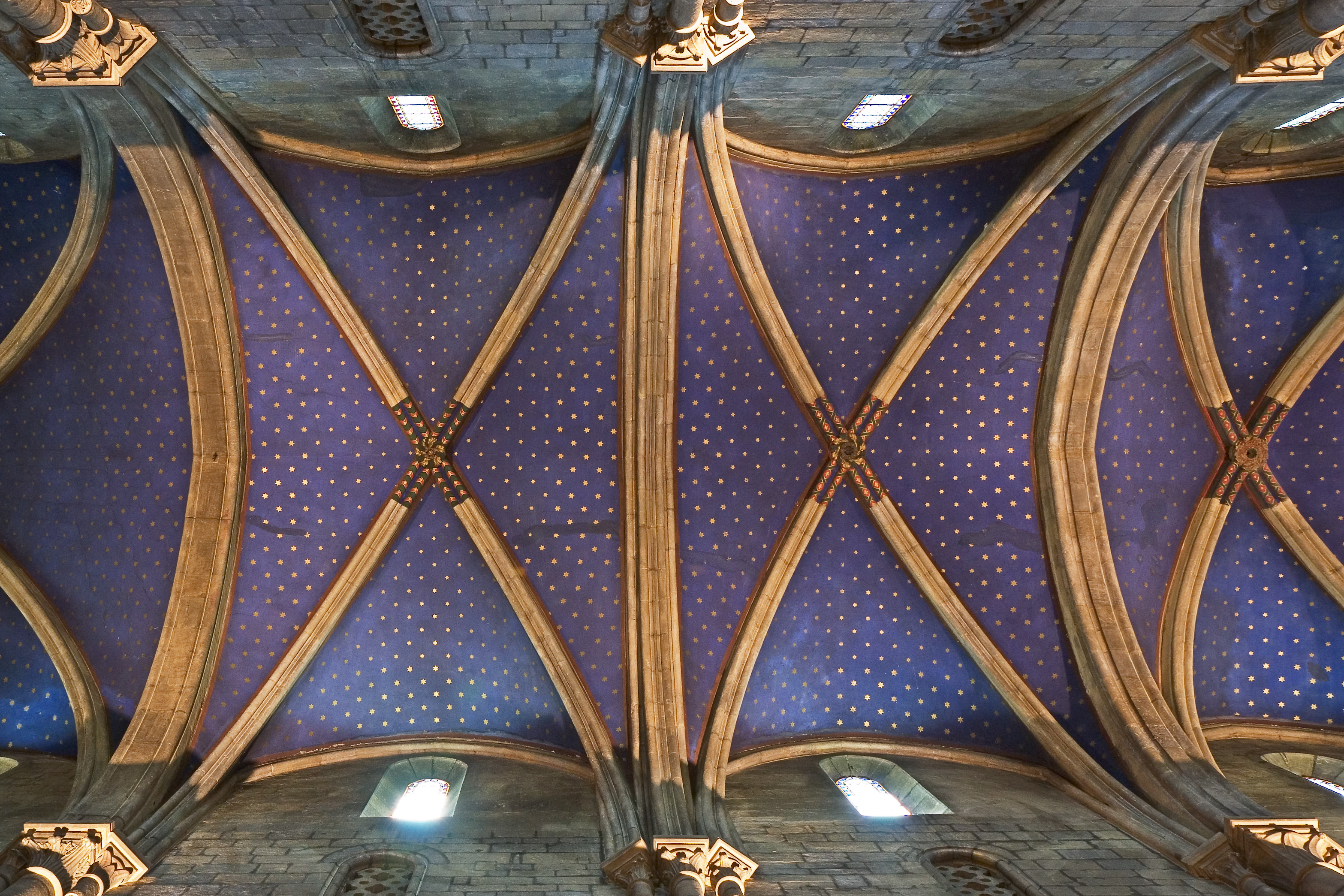
Farbig bemaltes, vierteiliges Kreuzrippengewölbe in der Kollegiatkirche Neuenburg
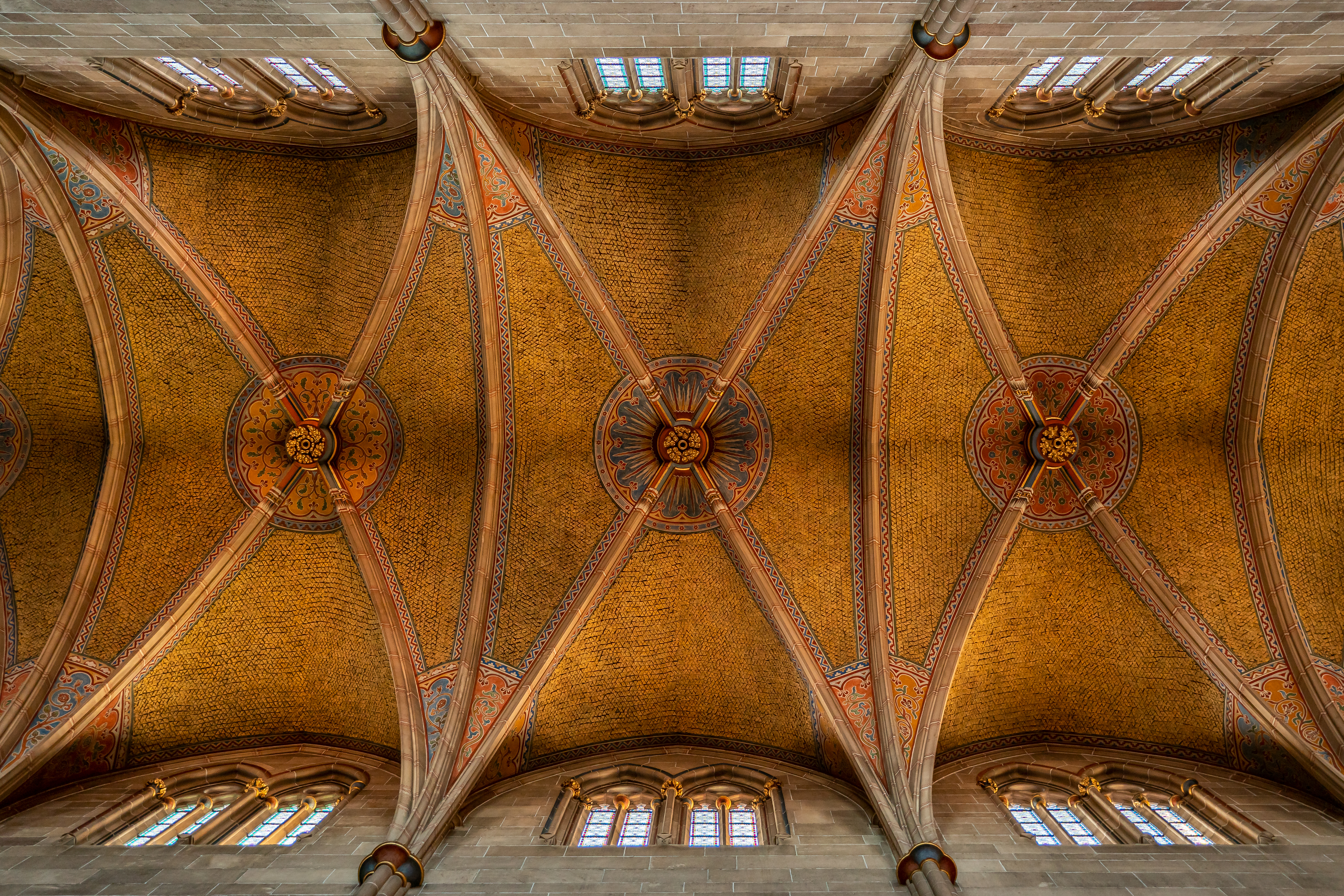
Mit Korkstücken beklebtes, vierteiliges Kreuzrippengewölbe in der Marienkirche, Reutlingen
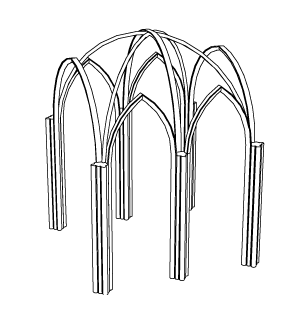
Modell eines sechsteiligen Gewölbes
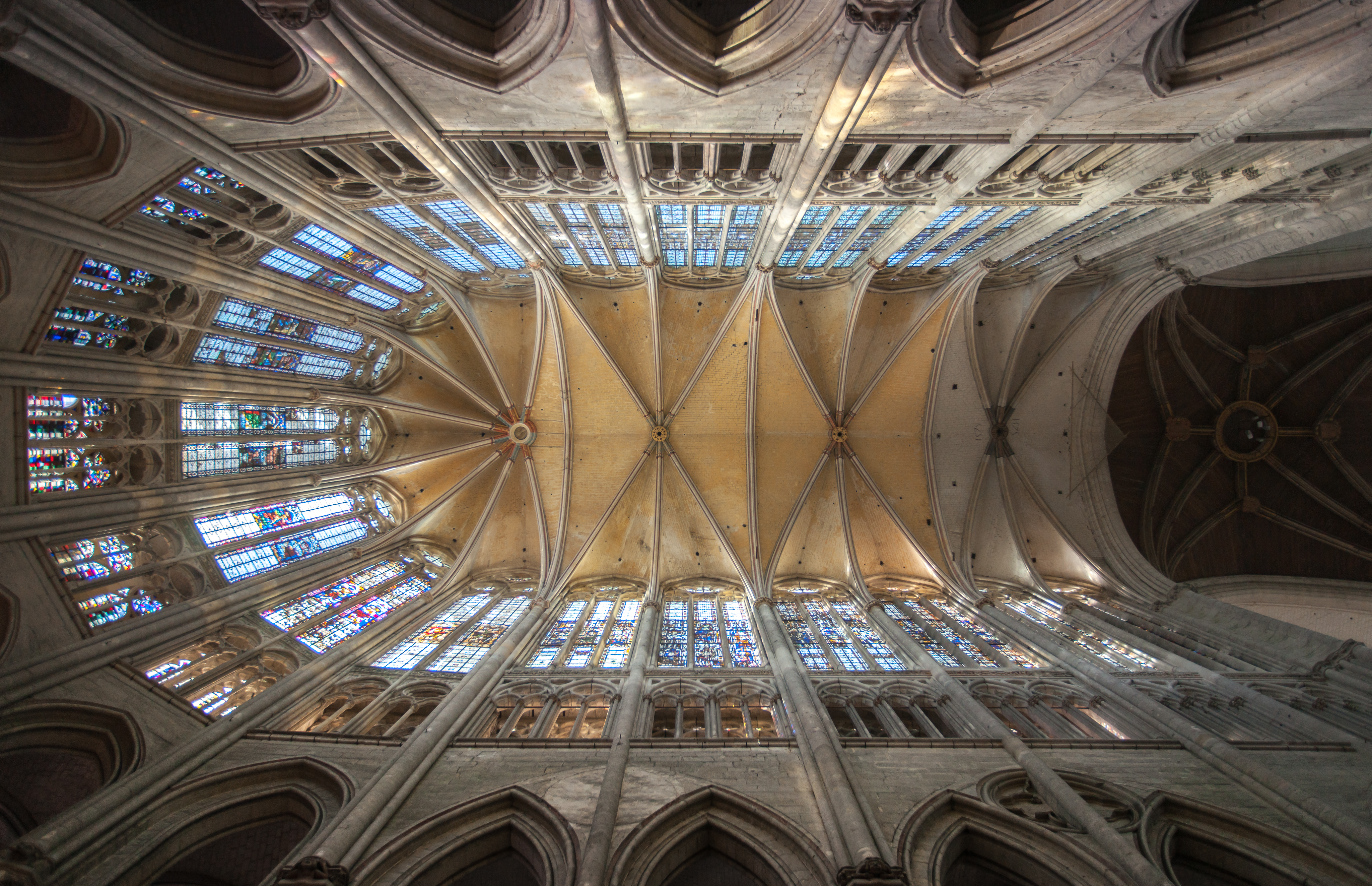
Sechsteiliges Kreuzrippengewölbe im Chor der Kathedrale St. Pierre in Beauvais, nach Einsturz durch Verdopplung der Säulenzahl aus einem vierteiligen entwickelt.
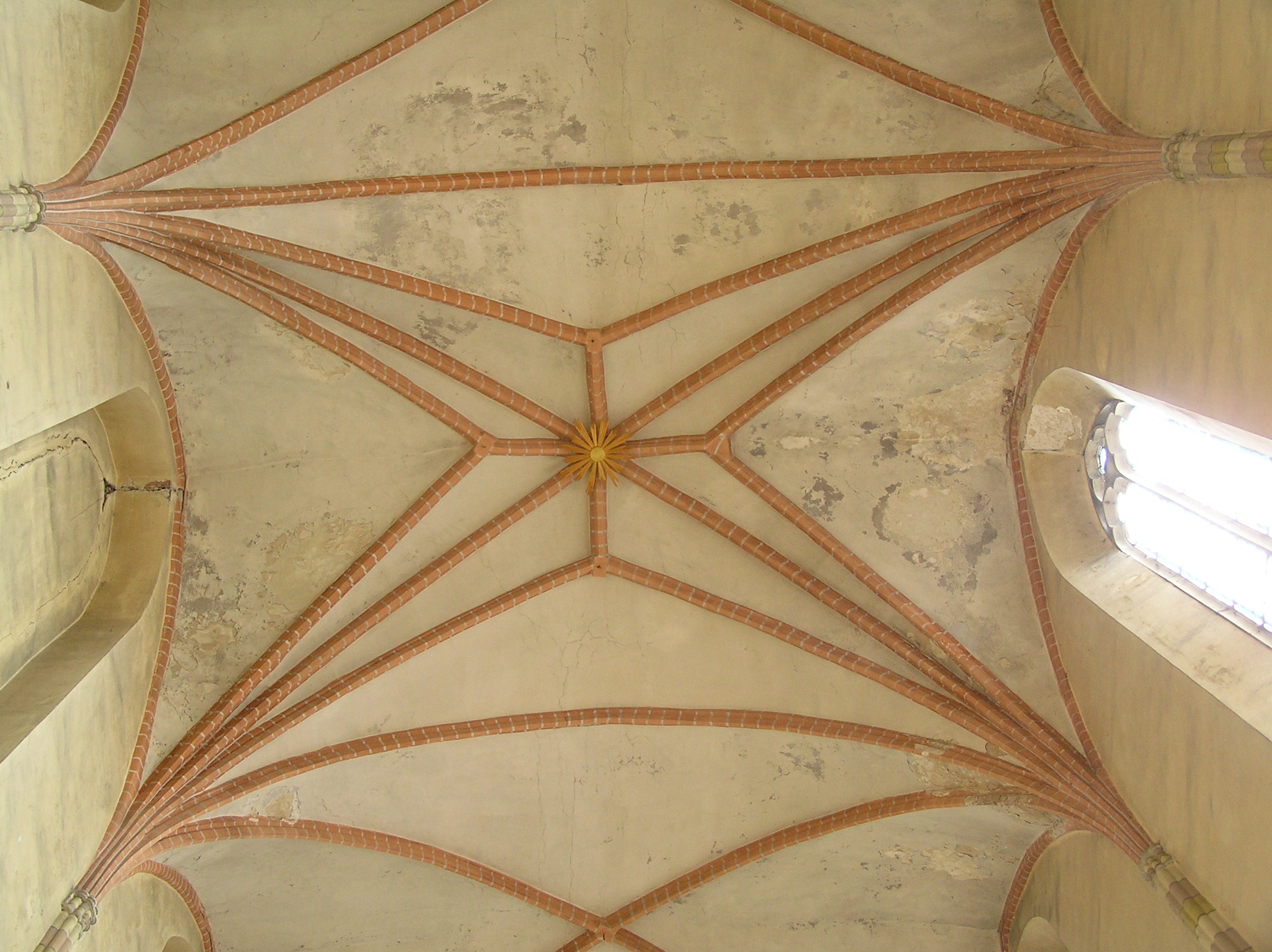
Sterngewölbe in Kulm (Polen)
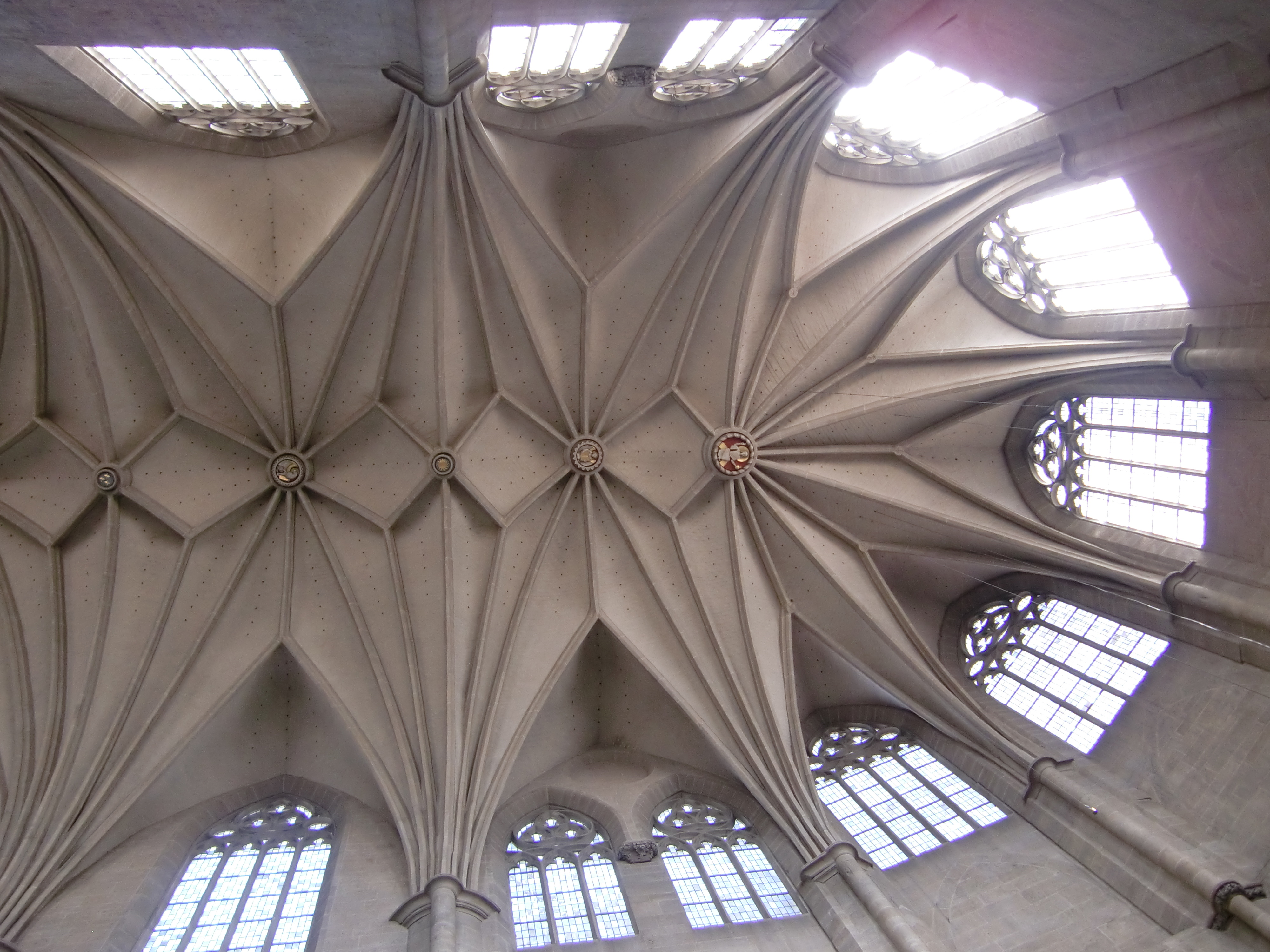
Sterngewölbe in der Andreaskirche, Hildesheim

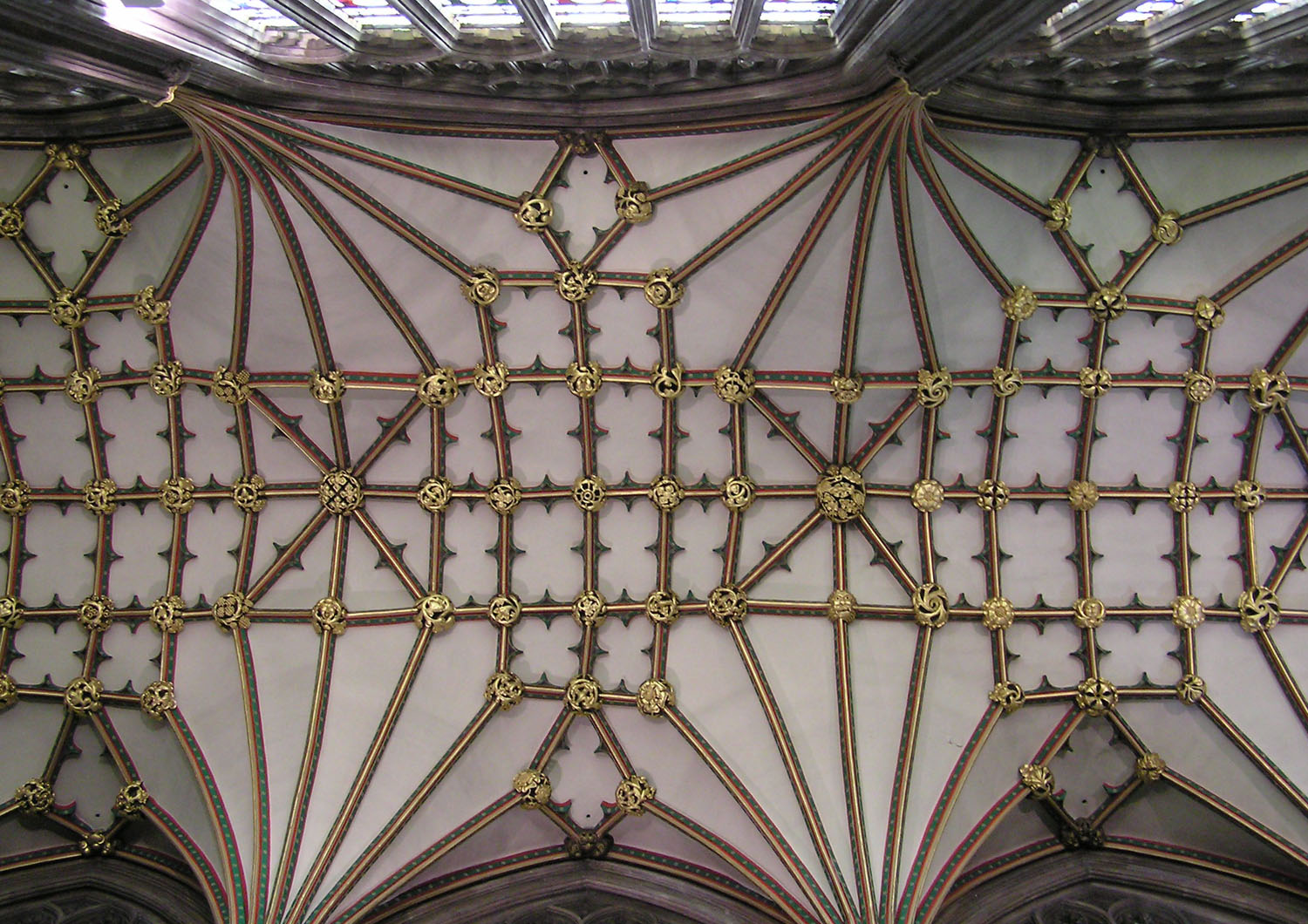
Netzgewölbe in St. Mary Redcliffe, Bristol (England)
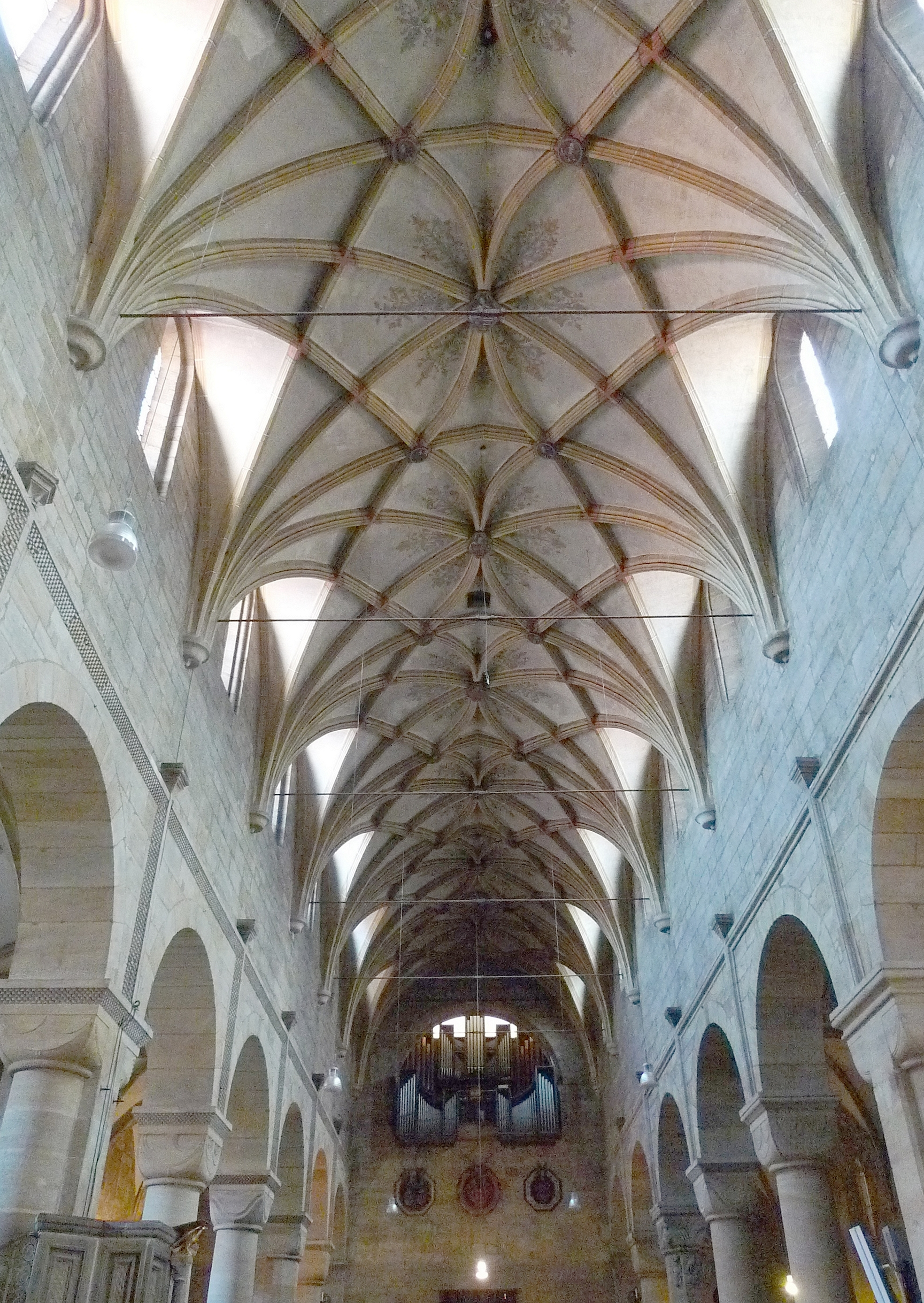
Netzgewölbe in der Basilika Seckau, Steiermark
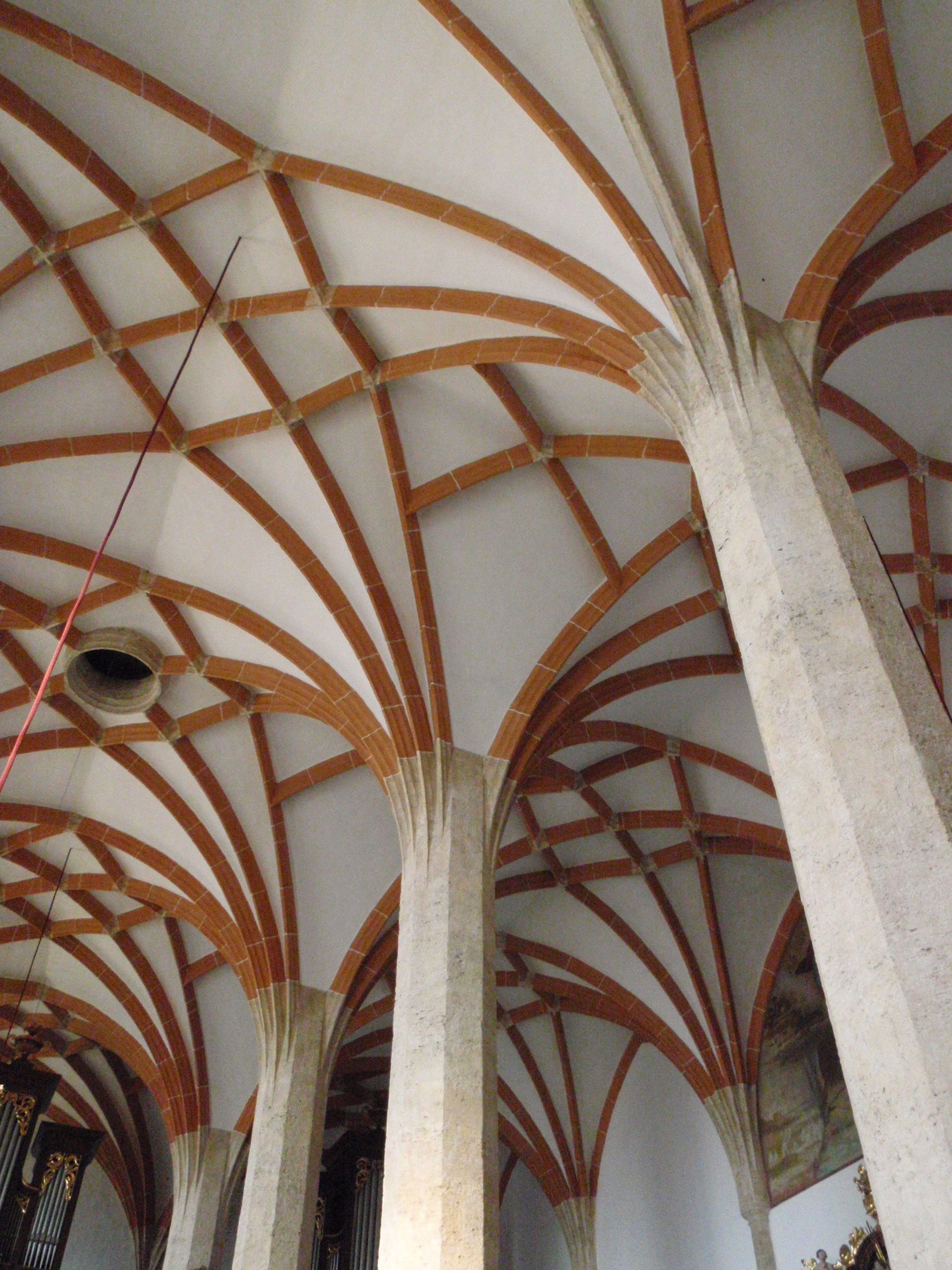
Netzgewölbe in der zweischiffigen Pfarrkirche St. Oswald-Möderbrugg, Steiermark
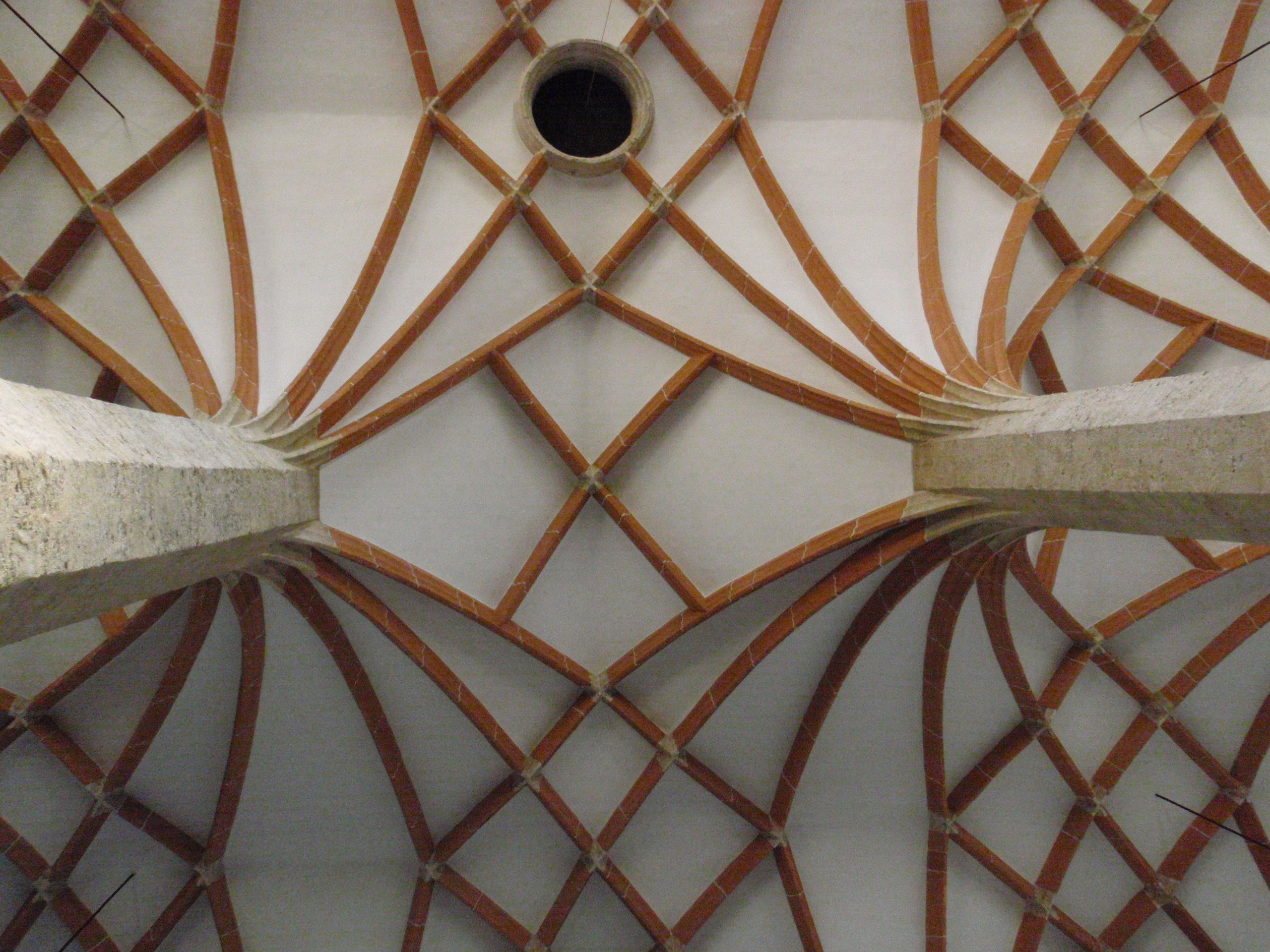
Netzgewölbe in der Pfarrkirche St. Oswald-Möderbrugg, Steiermark
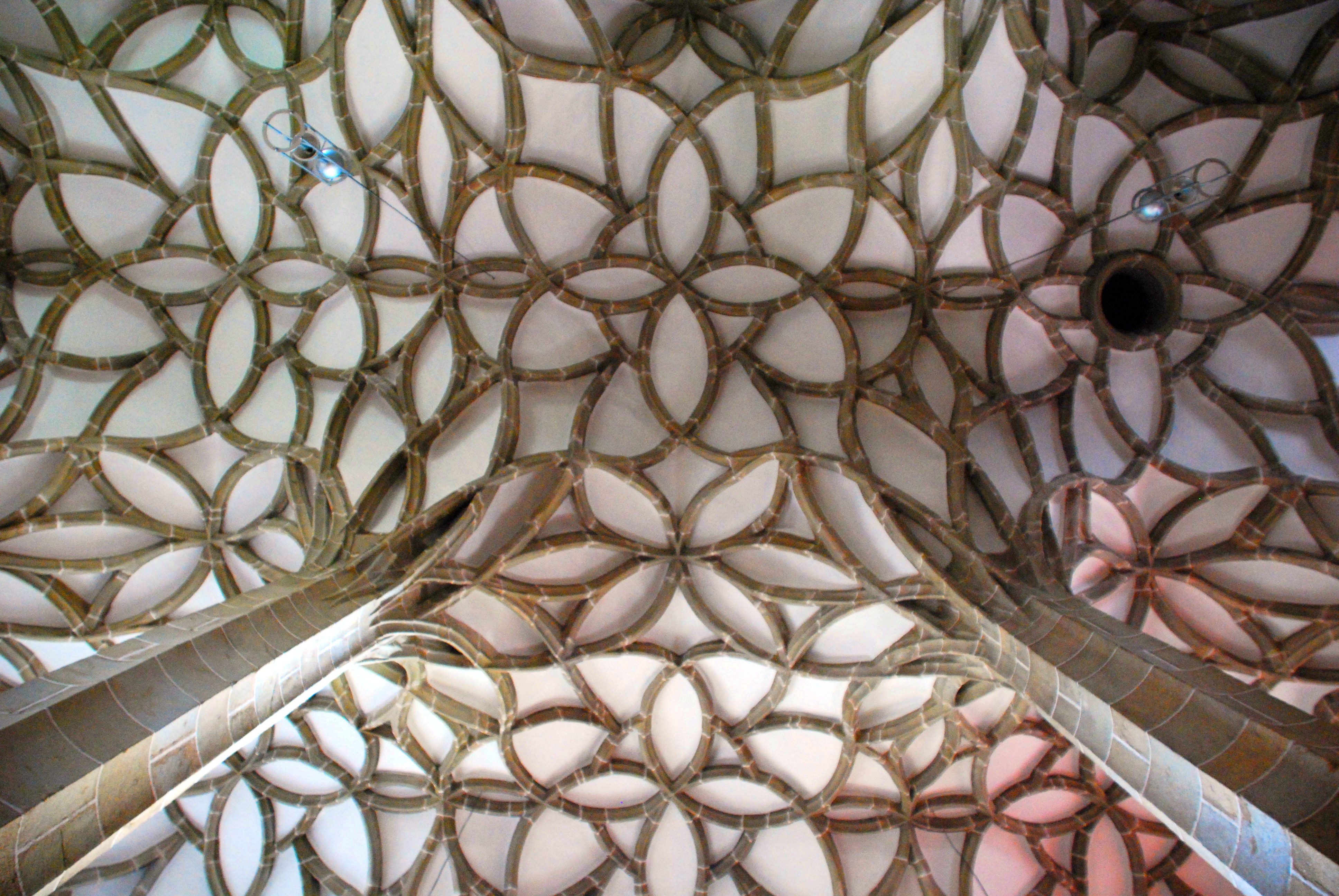
Schlingrippengewölbe der Pfarrkirche in Königswiesen
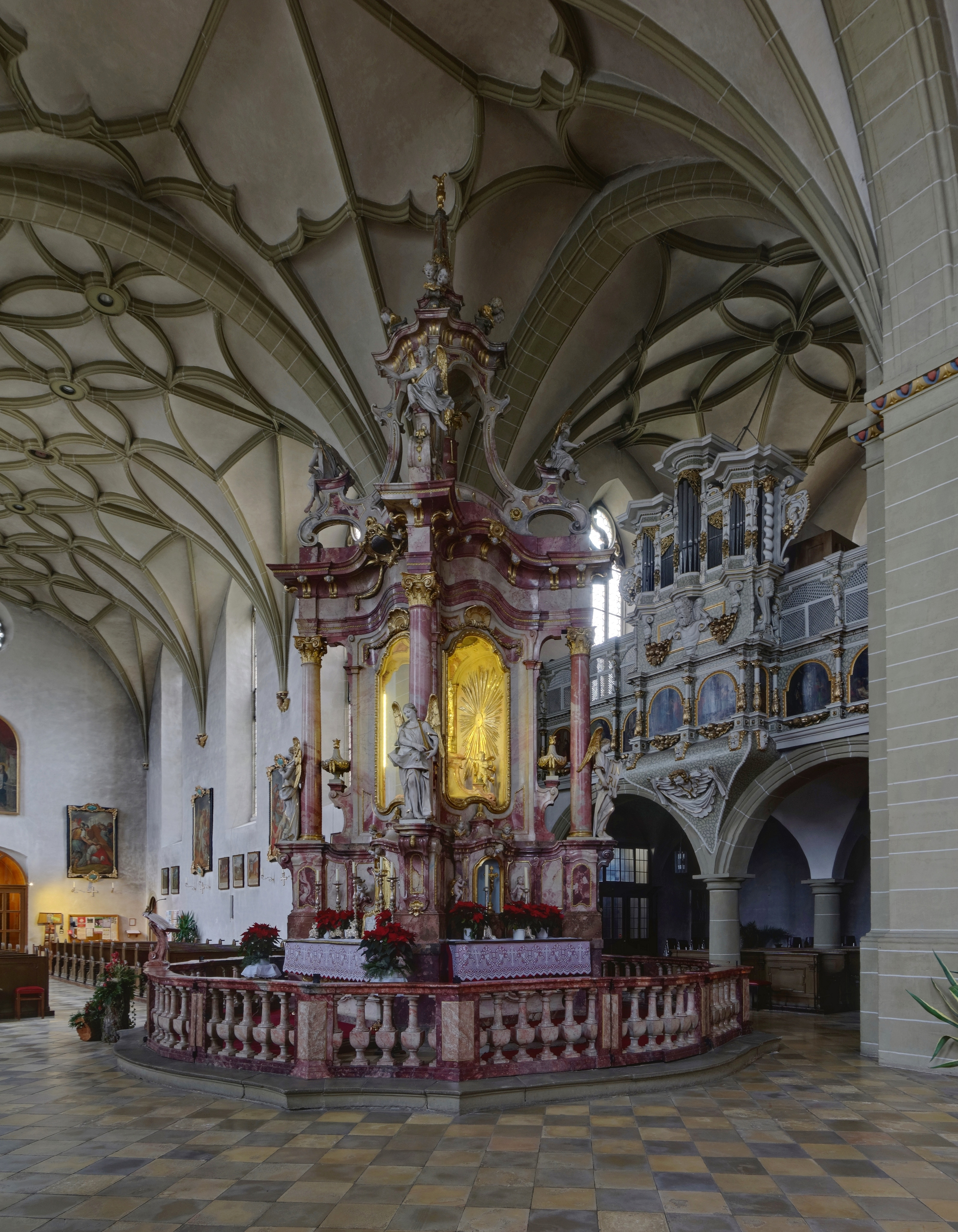
Schlingrippengewölbe der Wallfahrtskirche Maria im Sand in Dettelbach
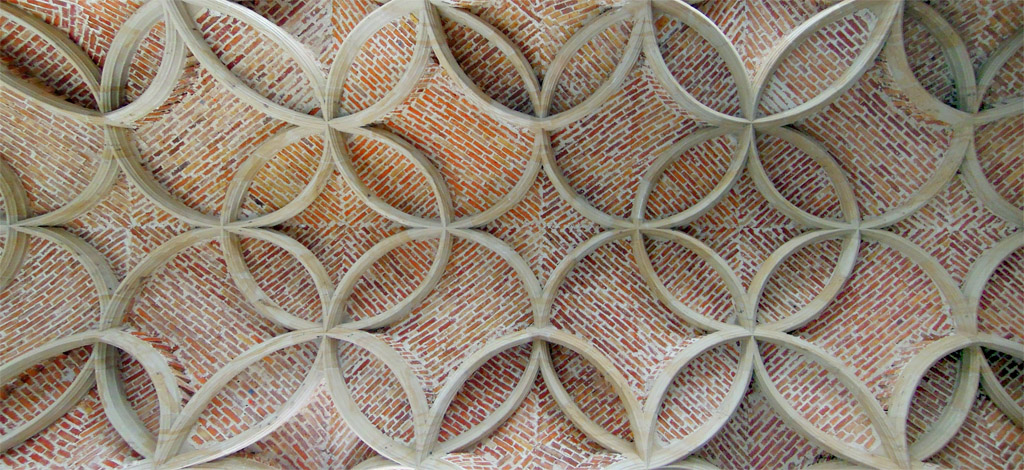
Schlingrippengewölbe der Schlosskapelle des Dresdner Schlosses, sogenannte Schützkapelle